# Hahnenkamm-Koralle
Die Hahnenkamm-Koralle (Ramaria botrytis), auch Rötliche Koralle oder oft bloß Hahnenkamm oder Bärentatze genannt, ist eine Pilzart aus der Familie der Schweinsohrverwandten.

## Merkmale

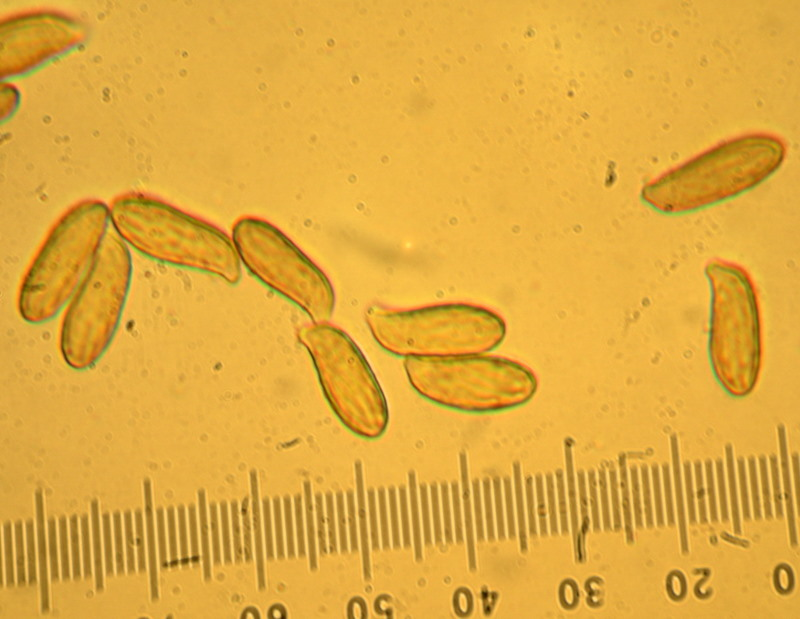
Die Sporen der Hahnenkamm-Koralle im Lichtmikroskop

Der Fruchtkörper ist 3–20 cm hoch und breit. Er besitzt einen kurzen, weißen Strunk, der eine fast knollige Form besitzt. Er verzweigt sich in mehrere starke, schmutzig weiße Äste, die nach oben verlaufen, aber meist etwas gebogen sind. Die oberen Ästchen sind weinrot gefärbt oder verblasst; im Alter sind sie braungelblich getönt. Das saftige Fleisch ist sehr brüchig und weißlich bis gelblich sowie in den Astspitzen rötlich gefärbt.

## Artabgrenzung
Die Hahnenkammkoralle ist durch ihre rotbraunen Astspitzen gut gekennzeichnet. Im älteren ausgeblasstem Zustand kann sie jedoch mit anderen Arten der Gattung Ramaria, die teilweise ungenießbar oder leicht giftig sind, wie der Bauchwehkoralle verwechselt werden. Letztere besitzt im Alter längsrunzelige Äste.

## Ökologie
Die Hahnenkammkoralle wächst besonders in wärmeren Buchenwäldern, manchmal auch unter Eichen oder an den Rändern verschiedener Laubwälder. Sie kommt auf mäßig frischen bis frischen, basenreichen aber nährstoffarmen Böden vor. Häufiger ist der Pilz auf Kalk, Kalksand oder Kalkmergel zu finden, seltener auf Silikat, Schotter oder Kies. in Laub- und Mischwäldern, besonders unter Buchen, von August bis November und ist ziemlich selten. Die Fruchtkörper erscheinen von August bis Oktober, vereinzelt auch schon im Juli.

## Verbreitung
Die Hahnenkammkoralle ist temperat bis boreal verbreitet. Außer in Europa wurde sie in den USA in Oregon gefunden. In Europa ist der Pilz von Schweden bis Italien sowie von Frankreich und Großbritannien bis Polen verbreitet. In Deutschland ist er bis auf Sachsen, wo der Pilz offenbar nicht nachgewiesen ist, weit verbreitet, geht jedoch überall stark zurück.

### Gefährdung
Die Hahnenkammkoralle ist selten und im Rückgang begriffen. Sie ist als RL 2 eingestuft. Gerhardt vermutet aufgrund der zahlreichen Volksnamen eine größere Beliebtheit aufgrund eines häufigeren Vorkommens in früheren Zeiten.

## Bedeutung
Die Hahnenkammkoralle ist essbar, aber nicht von besonderer Qualität. Die Astspitzen schmecken im Alter leicht bitter.